# Geografia Melilli

Położenie terytorium

Melilla – autonomiczne terytorium Hiszpanii, półenklawa leżąca na wybrzeżu Maroka, nad Morzem Śródziemnym. Melilla w całości zajęta jest przez obszar miejski, znajduje się tam port morski stanowiący główne źródło dochodów Melilli.

## Powierzchnia, położenie i granice
Powierzchnia – 12,5 km²

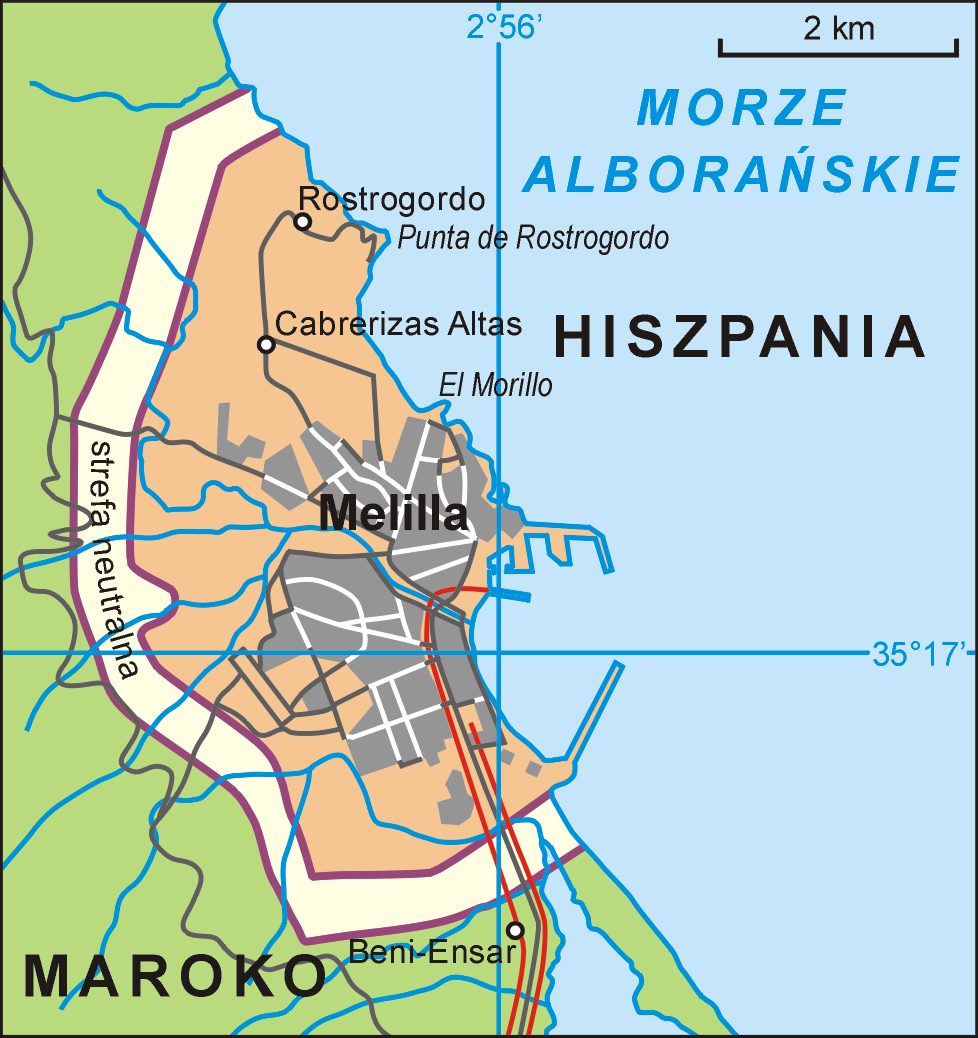
Mapa Melilli

Położenie – 35°17′N i 2°56′W, Melilla leży na północnym wybrzeżu Afryki u wschodniej nasady cypla na południe od przylądka Trois Fourches, wschodnia część Maroka.
Melilla graniczy od zachodu, północy i południa z Marokiem na długości 9,6 km i stanowi w ten sposób półenklawę.

## Ukształtowanie poziome i pionowe
Melilla zajmuje niewielki obszar nadmorski na wschodnim wybrzeżu Maroka. Skalisty cypel osłania Melillę i port od zachodu. Wybrzeże na obszarze Melilli jest w większości przeobrażone przez człowieka, jedynie w północnej części leży naturalny fragment linii brzegowej. Wybrzeże tam jest skaliste, klifowe.
Strukturalnie, pod względem geologicznym, terytorium Melilli stanowi część marokańskich gór Ar Rif. Melilla leży na północno-wschodnim skraju tych gór. Obszar Melilli to tereny nizinne, poniżej 100 m n.p.m. Do Melilli należą przybrzeżne skaliste wyspy: Gomera, Alhucemas i Chafarinas.

## Klimat
Melilla leży w strefie klimatu podzwrotnikowego, śródziemnomorskiego. Cechą charakterystyczną jest występowanie opadów zimowych i brak opadów latem. Obszar miasta dostaje się zimą pod wpływ chłodnych mas powietrza zalegających nad Europą. Wiosną i latem panują zwrotnikowe, suche masy powietrza, pochodzenia saharyjskiego. Temperatury wynoszą od 13–14 °C w styczniu do 24–25 °C latem (lipiec-sierpień). Latem w ciągu dnia panują upały, jednak temperatury na ogół nie osiągają 35 °C ze względu na łagodzący wpływ Morza Śródziemnego.
Opady w ciągu roku wynoszą około 700 mm i skupiają się w półroczu zimowym i występują wyłącznie w postaci deszczu. W okresie letnim opady są bardzo niskie, występuje co najmniej jeden miesiąc bez opadów.

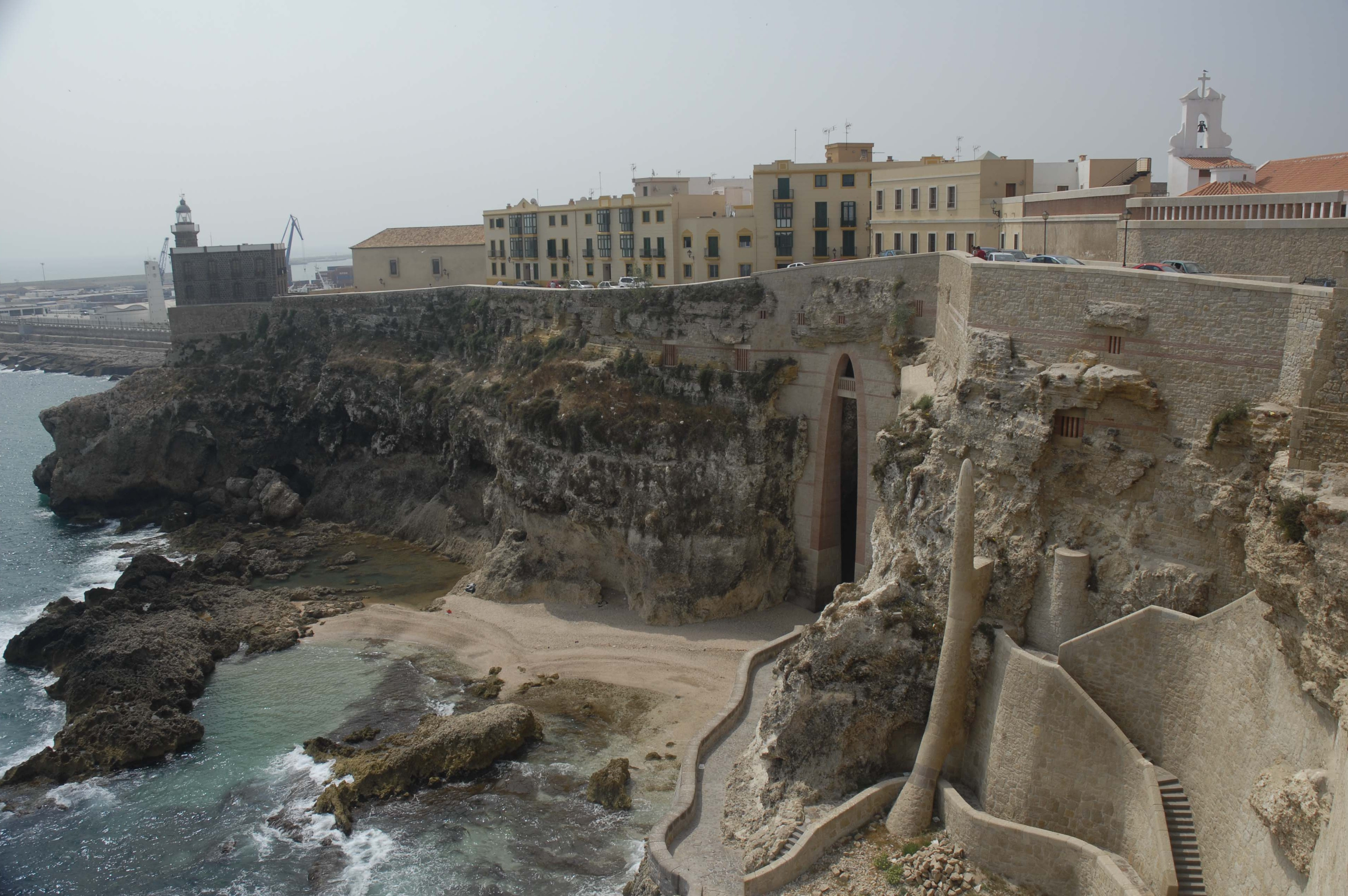
Widok od strony Morza

## Wody
Przez Melillę przepływają niewielkie rzeki, wysychające w okresie letnich susz.

## Flora i fauna
Prawie cały obszar Melilli to tereny miejskie, a co za tym idzie szata roślinna ogranicza się tylko do zieleni miejskiej. Głównymi drzewami są palmy i inne gatunki roślin drzewiastych klimatu śródziemnomorskiego. Pierwotnie tereny te porastała roślinność twardolistna, palmy, śródziemnomorskie gatunki dębów i inne.
Fauna ogranicza się jedynie do ptaków morskich i zwierząt bytujących w sąsiedztwie człowieka jak myszy i szczury czy niektóre gatunki owadów. Melilla należy do śródziemnomorskiej krainy palearktycznej.